# Кодри
Кодри (фр. Caudry) насеље је и општина у североисточној Француској у региону Север-Па д Кале, у департману Север која припада префектури Камбре.
По подацима из 2011. године у општини је живело 14.582 становника, а густина насељености је износила 1126,89 становника/km². Општина се простире на површини од 12,94 km². Налази се на средњој надморској висини од 119 метара (максималној 138 m, а минималној 103 m).

## Демографија
| 1962.  | 1968.  | 1975.  | 1982.  | 1990.  | 1999.  | 2011.  |
| ------ | ------ | ------ | ------ | ------ | ------ | ------ |
| 13.390 | 13.328 | 13 579 | 14 095 | 13.579 | 13.469 | 14.582 |

График промене броја становника у току последњих година

## Партнерски градови
- Ведел